# Lavin
Lavin je bývalá samostatná obec ve švýcarském kantonu Graubünden, okresu Engiadina Bassa/Val Müstair. Nachází se v údolí Engadin, asi 37 kilometrů severovýchodně od Svatého Mořice v nadmořské výšce 1 412 metrů. Má přibližně 200 obyvatel.
K 1. lednu 2015 se na základě výsledku hlasování Lavin sloučil spolu s další obcí Susch pod obec Zernez.

## Historie

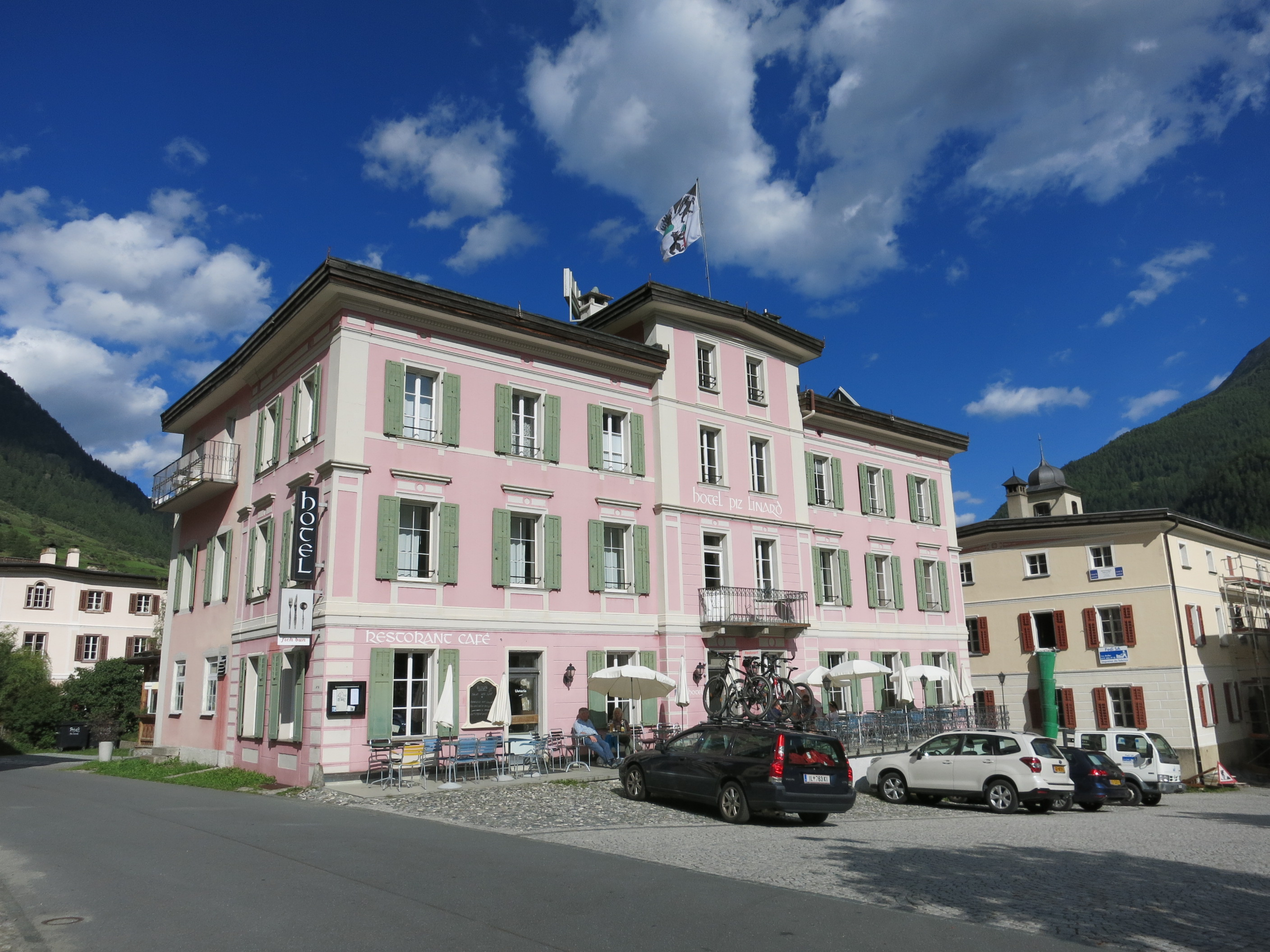
Historický hotel Piz Linard v centru obce

V lokalitě Las Muottas na jižní straně Innu objevil Hans Conrad v letech 1938–39 sídliště, kde byly nalezeny zlomky keramiky a další nálezy ze střední doby bronzové. Oblast tak byla osídlena již ve starověku. Opuštěná vesnice Gonda je poprvé zmiňována v roce 1160 a dnešní bývalá obec je rovněž zmiňována ve 12. století pod názvem Lawinis. Samostatnou obcí se Lavin stal až ve 13. nebo 14. století, do roku 1325 patřil k Ardezu. Poté byla společně se sousední obcí Susch církevně zvelebena a od roku 1422 je samostatnou farností. Původní farnost byla zničena rakouskými vojsky v roce 1499 a také v letech 1621/1622 během nepokojů v Graubündenu. Kostel San Güerg byl postaven v letech 1480–1500 s významnými pozdně gotickými malbami, které byly v roce 1529 přemalovány a znovu odhaleny až v letech 1955–1956 při renovaci.
V roce 1529 přijal Lavin a sousední vesnice Guarda pod vlivem reformátora Filipa Galliciuse reformaci. V roce 1652 se obec vykoupila z rakouské nadvlády. Až do roku 1851 patřil Lavin k soudní obci Untertasna a byl také jejím okresním shromaždištěm. Obyvatelé se živili chovem dobytka, pěstováním obilí, vývozem dřeva a vojenstvím. Podél řeky Lavinuozbach byly v 18. století vybudovány průmyslové podniky a hutě na měděné rudy. Tento průmysl však po vyčerpání ložiska surovin postupně zanikl.
Roku 1869 vyhořelo při požáru obce 68 domů; v té době měla obec asi 300 obyvatel, kteří zůstali bez střechy nad hlavou. Dnešní vesnice se vyznačuje pouze částečnou přestavbou v novém, prostorném stavebním stylu s plochými střechami. V roce 1900 žilo v Lavinu 242 lidí. Roku 1913 byla obec napojena na železnici prostřednictvím Engadinské trati, vybudované Rhétskou dráhou. Po druhé světové válce počet obyvatel dále klesal, až v roce 1970 dosáhl minima – 155 osob; od té doby byl zaznamenán mírný nárůst. V roce 1971 byl vybudován obchvat hlavní silnice, která tak obešla náves a ulehčila obyvatelům centra obce. V roce 1999 byl otevřen železniční tunel Vereina, jehož jižní portál s terminálem autovlaků se nachází na katastru Lavinu. V roce 2000 měl Lavin 174 obyvatel a více než polovina zaměstnanců pracovala v sektoru služeb. Od té doby počet obyvatel stále pozvolna roste.
Do roku 2014 byl Lavin samostatnou obcí. Od 1. ledna 2015 je součástí obce Zernez.

## Geografie
Obec leží na štěrkové terase v ústí údolí Val Lavinuoz, odvodňovaném potokem Lavinuoz, na jihovýchodním úpatí hory Piz Linard (3 411 m). Lavinem protéká řeka Inn. Z celkové rozlohy bývalé obce přes 46 km² je 2 827 ha neproduktivní půdy, většinou horské. Dalších 917 ha lze využívat k zemědělským účelům. Kromě 29 ha osídleného území zahrnuje území bývalé obce 845 ha pokrytých lesem nebo lesní půdou.

## Obyvatelstvo a jazyky

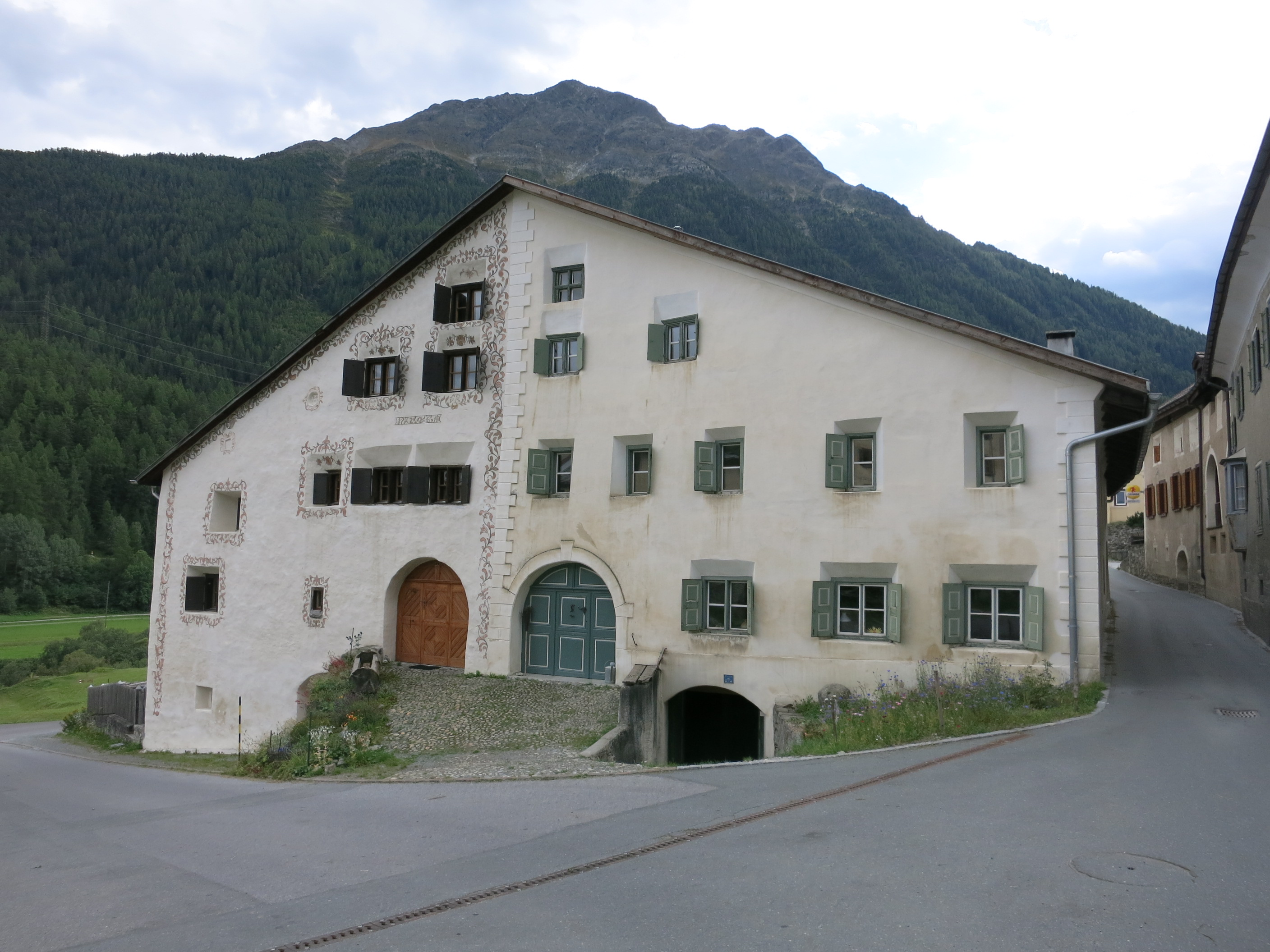
Tradiční architektura v obci

Již v 19. století v obci žila malá německy mluvící menšina. Přesto drtivá většina obyvatel stále používá jako svůj každodenní jazyk dolnoengadinský dialekt rétorománštiny, Vallader. V letech 1880 až 1941 se podíl obyvatelstva hovořícího rétorománsky nezměnil (1880 83 %, 1941 83 %); za posledních několik desetiletí se snížil jen o několik procentních bodů. Obec a škola podporují rétorománštinu, které v roce 1990 rozumělo 91 % a v roce 2000 86 % obyvatel. Vývoj v posledních desetiletích je uveden v následující tabulce:
| Jazyky v Lavinu |                   |                   |                   |                   |                   |                   |
| Jazyk           | Sčítání lidu 1980 | Sčítání lidu 1980 | Sčítání lidu 1990 | Sčítání lidu 1990 | Sčítání lidu 2000 | Sčítání lidu 2000 |
| Jazyk           | Počet             | Podíl             | Počet             | Podíl             | Počet             | Podíl             |
| Němčina         | 33                | 18,13 %           | 38                | 20,65 %           | 40                | 22,99 %           |
| Rétorománština  | 147               | 80,77 %           | 145               | 78,80 %           | 132               | 75,86 %           |
| Počet obyvatel  | 182               | 100 %             | 184               | 100 %             | 174               | 100 %             |

## Doprava

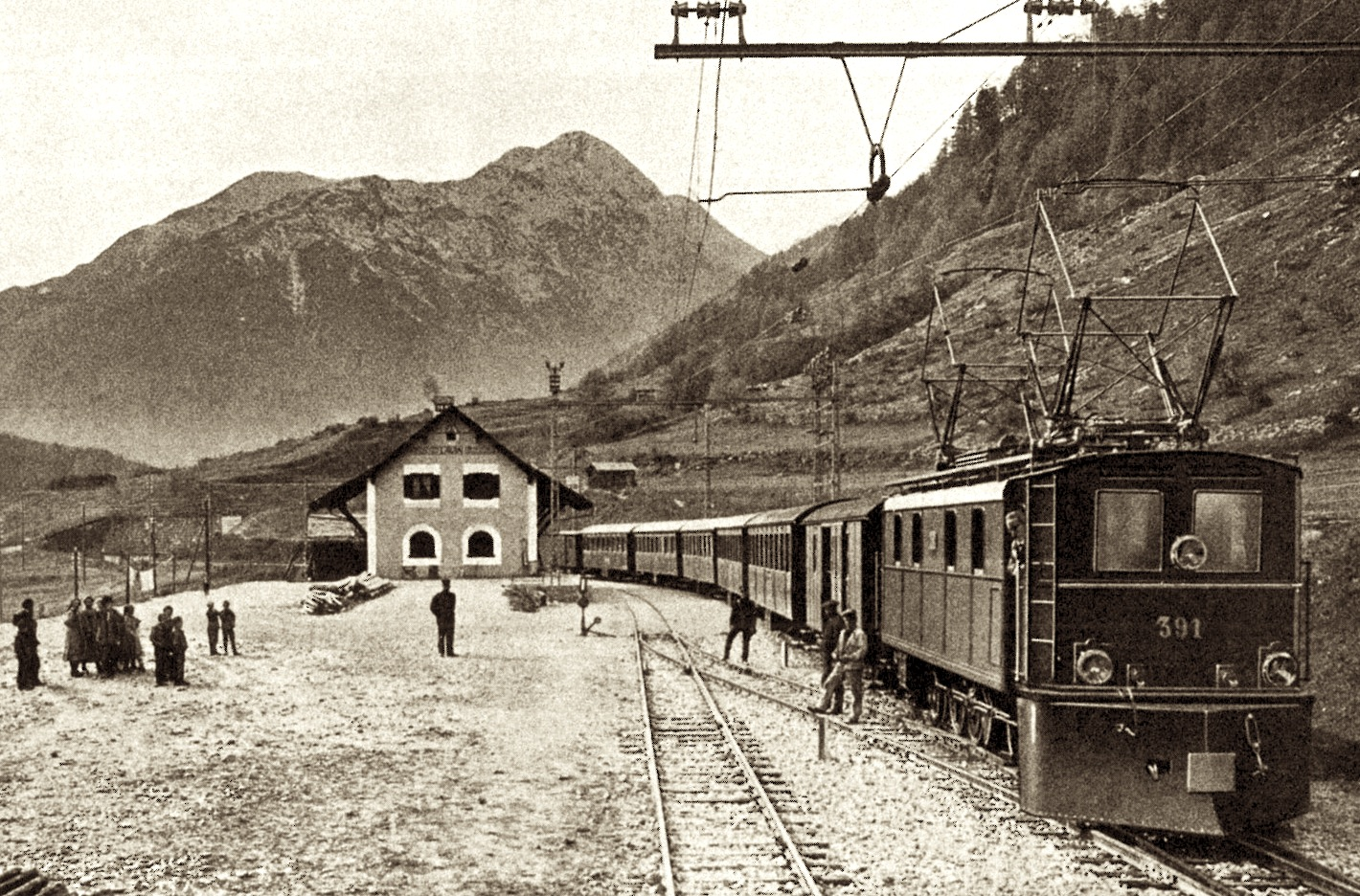
Železniční stanice Lavin při otevření trati (1913)

Lavin leží na železniční trati Bever – Scuol-Tarasp, vedoucí údolím Engadin. Trať provozuje Rhétská dráha. Na katastru obce se nachází stejnojmenná stanice; od roku 1999 pak další stanice Sagliains s terminálem pro autovlaky, jedoucí tunelem Vereina do údolí Prättigau.
Silniční spojení je zajištěno kantonální hlavní silnicí č. 27 (Svatý Mořic – Scuol), vedoucí obchvatem okolo centra obce.